# Цисатракурій
Цисатракурію бесилат (англ. Cisatracurium besilate, лат. Cisatracurii besilas) — синтетичний препарат, який відноситься до четвертинних амонієвих сполук, та є представником класу недеполяризуючих міорелаксантів середньої тривалості дії, та має курареподібну дію. Препарат застосовується у клінічній практиці з 1995 року, та є оптичним ізомером іншого міорелаксанта атракурію.

## Фармакологічні властивості
Цисатракурій — синтетичний препарат, що є четвертинною амонієвою сполукою, та відноситься до класу міорелаксантів. Механізм дії препарату полягає у блокуванні нікотинових холінорецепторів кінцевої пластинки рухового нерва скелетних м'язів, унаслідок чого стимулюється релаксація м'язів, зокрема під час хірургічних операцій, що полегшує проведення інтубації трахеї. За механізмом дії цисатракурій є недеполяризуючим міорелаксантом, та має швидкий початок дії та середню тривалість дії. Препарат застосовується в комплексі з іншими засобами для проведення наркозу, а саме для полегшення проведення інтубації трахеї. Антагоністами цисатракурію є інгібітори холінестерази, зокрема неостигмін та едрофоній.

### Фармакокінетика
Цисатракурій після внутрішньовенного введення швидко всмоктується, та швидко метаболізується естеразами крові та шляхом розщеплення за Гофманом, виводиться препарат із організму як із сечею, так і з жовчю. Період напіввиведення цисатракурію становить 20—29 хвилин, цей час може зростати у хворих з порушеннями функції нирок або печінки.

## Показання до застосування
Цисатракурій застосовується для релаксація м'язів під час хірургічних операцій, що полегшує проведення інтубації трахеї, та для індукції наркозу в дорослих і дітей.

## Побічна дія
Найчастішими побічними реакціями цисатракурію є збільшення часу тривалості нейром'язової блокади. Найважчими побічними реакціями препарату є алергічні та анафілактоїдні реакції, а також зупинка серця. Іншими побічними реакціями цисатракурію є тахікардія, артеріальна гіпотензія, шкірний висип, бронхоспазм, м'язова слабкість, рідко — судоми.

## Протипокази
Цисатракурій протипоказаний при підвищеній чутливості до препарату, атракурію та бензолсульфонової кислоти.

## Форми випуску
Цисатракурій випускається у вигляді ампул 2,5, 5 і 10 мл з розчином для ін'єкцій по 2 мг/мл.